# Łeontowyczewe
Łeontowyczewe (ukr. Леонтовичеве) – wieś na Ukrainie, w obwodzie kirowohradzkim, w rejonie nowoukraińskim, w hromadzie Riwne. W 2001 liczyła 128 mieszkańców, spośród których 123 wskazało jako ojczysty język ukraiński, 2 rosyjski, 1 mołdawski, 1 białoruski, a 1 inny.